# Argentina Díaz Lozano
Argentina Díaz Lozano (Santa Rosa de Copán, Honduras, 5 de diciembre de 1909  - Tegucigalpa, Honduras, 13 de agosto de 1999) fue una novelista y periodista hondureña. Su nombre de nacimiento era Argentina Bueso Mejía. Al contraer matrimonio con Porfirio Díaz Lozano, adoptó sus dos apellidos literarios.

## Biografía

### Orígenes de su vida
Argentina fue hija del empresario Manuel Bueso Cuellar y de Trinidad Mejía Perdomo, maestra de escuela primaria. Sus estudios de educación primaria los realizó en el colegio María Auxiliadora de Tegucigalpa en Honduras; entre 1925 a 1928 recibió el equivalente al nivel de educación secundaria en el Holly Name Academy, en Tampa, Estado de Florida (Estados Unidos), seguidamente realizó estudios universitarios en la Universidad de San Carlos en la república de Guatemala licenciándose en Periodismo. Se casó por primera vez en 1929, a la edad de 17 años, con el contador Porfirio Díaz Lozano, con quien procreó cuatro hijos: Walter, Tatiana, Mimí y Rubenia Díaz Bueso.

## Obra
Su obra contiene elementos propios del romanticismo tardío que ha sido descrito como “neo primitivo y poético a la vez”. Quizás su libro más conocido sea la novela histórica Mayapán, ampliamente traducida y con numerosas ediciones. Ha sido la  única mujer de Centroamérica reconocida oficialmente como candidata al Premio Nobel de Literatura en el año 1974.

### Cuentos
- 1930: Perlas dé mi rosario
- 1940: Topacios

### Novelas
- Tiempo que vivir (1940)
- Peregrinaje (1944);
- Mayapán (1950);
- 49 días en la vida de una mujer (1956);
- Y tenemos que vivir… (1960);
- Mansión en la bruma (1964);
- Fuego en la ciudad (1966);
- Aquel año rojo (1973);
- Eran las doce… y de noche (1976);
- Ciudad Errante (1983);
- Caoba y orquídeas (1986);
- Ha llegado una mujer (1991)

### Ensayos y otros
- Método de mecanografía al tacto (1939). Cuaderno didáctico: edición única. Guatemala : Editorial Talleres del 31
- Historia de la moneda en Guatemala, en colaboración con el licenciado Daniel Contreras, habiéndole correspondido la parte colonial (1955).
- Anuario diplomático-consular 1962-63. Guatemala : Unión Tipográfica,
- Las Palabras Preliminares están suscritas por Argentina de Morales García (Argentina Díaz Lozano) y Darío Morales García, en calidad de Editores.
- Sandalias sobre Europa (1964), libro de crónicas.
- Historia de Centroamérica (1964). Especial para estudiantes de enseñanza media (secundaria). Guatemala: Editada por ―Cultural Centroamericana, A.I.
- Aquí viene un hombre: biografía de Clemente Marroquín Rojas ; político, periodista y escritor de Guatemala (1968).
- Walt Whitman/Primer poeta auténticamente americano (1976); Guatemala : Servicio Informativo y Cultural de los Estados
- Vista aérea sobre Compendio geográfico e histórico. Símbolos. (1980- 1984, ilustrado), 17 pp.: edición única. Sin datos de lugar o fecha de publicación.
- 32 Artículos de prensa
- Véase los periódicos guatemaltecos: Diario de Centroamérica, El Imparcial

(columnas ―Para ellas y ―Con vosotros), Prensa Libre y La Hora (columna ― jueves literarios).

#### Biografía
- 1968: Aquí viene un hombre.

#### Crónicas
- 1964: Sandalias sobre Europa

## Premios y distinciones
- 1943: Concurso Latinoamericano de Novela
- 1968: Premio Nacional de Literatura Ramón Rosa (Honduras)
- 1968: Premio Cruzeiro Do Sud de Brasil

### Ascendencia
Bosquejo del árbol genealógico de la escritora Argentina Díaz Lozano.
|  |                                                              |  |  |  |  |  |  |  |  |  |  |  |  |  |  |  |
|  | 8. Julio Bueso Pineda (criollo), (n.1800-1875)               |  |  |  |  |  |  |  |  |  |  |  |  |  |  |  |
|  |                                                              |  |  |  |  |  |  |  |  |  |  |  |  |  |  |  |
|  |                                                              |  |  |  |  |  |  |  |  |  |  |  |  |  |  |  |
|  | 4. Manuel Bueso Cuéllar (1857 -1913)                         |  |  |  |  |  |  |  |  |  |  |  |  |  |  |  |
|  |                                                              |  |  |  |  |  |  |  |  |  |  |  |  |  |  |  |
|  |                                                              |  |  |  |  |  |  |  |  |  |  |  |  |  |  |  |
|  | 9. Manuela Cuéllar Bueso                                     |  |  |  |  |  |  |  |  |  |  |  |  |  |  |  |
|  |                                                              |  |  |  |  |  |  |  |  |  |  |  |  |  |  |  |
|  |                                                              |  |  |  |  |  |  |  |  |  |  |  |  |  |  |  |
|  | 2. Manuel Bueso Pineda (1894 - 1968)                         |  |  |  |  |  |  |  |  |  |  |  |  |  |  |  |
|  |                                                              |  |  |  |  |  |  |  |  |  |  |  |  |  |  |  |
|  |                                                              |  |  |  |  |  |  |  |  |  |  |  |  |  |  |  |
|  | 5. Luz Pineda                                                |  |  |  |  |  |  |  |  |  |  |  |  |  |  |  |
|  |                                                              |  |  |  |  |  |  |  |  |  |  |  |  |  |  |  |
|  |                                                              |  |  |  |  |  |  |  |  |  |  |  |  |  |  |  |
|  | 1. (Argentina Bueso Mejía) Argentina Díaz Lozano (1912-1999) |  |  |  |  |  |  |  |  |  |  |  |  |  |  |  |
|  |                                                              |  |  |  |  |  |  |  |  |  |  |  |  |  |  |  |
|  |                                                              |  |  |  |  |  |  |  |  |  |  |  |  |  |  |  |
|  | 3. Trinidad Mejía Perdomo                                    |  |  |  |  |  |  |  |  |  |  |  |  |  |  |  |
|  |                                                              |  |  |  |  |  |  |  |  |  |  |  |  |  |  |  |
|  |                                                              |  |  |  |  |  |  |  |  |  |  |  |  |  |  |  |